# چارلز ساندرز
چارلز ساندرز (انگلیسی: Charles Saunders؛ ۸ آوریل ۱۹۰۴ – آوریل ۱۹۹۷) یک فیلم‌نامه‌نویس، تدوین‌گر و کارگردان اهل بریتانیا بود.
وی کارگردان فیلم‌هایی همچون پی‌پت دشتی بوده است.